# Saint-Éloy-les-Tuileries
Saint-Éloy-les-Tuileries ist eine Gemeinde in Frankreich. Sie gehört zur Region Nouvelle-Aquitaine, zum Département Corrèze und zum Arrondissement Brive-la-Gaillarde. Nachbargemeinden sind Glandon im Nordwesten, Saint-Yrieix-la-Perche im Norden, Coussac-Bonneval im Nordosten, Saint-Julien-le-Vendômois im Osten, Ségur-le-Château im Südosten und Payzac im Südwesten.

## Bevölkerungsentwicklung

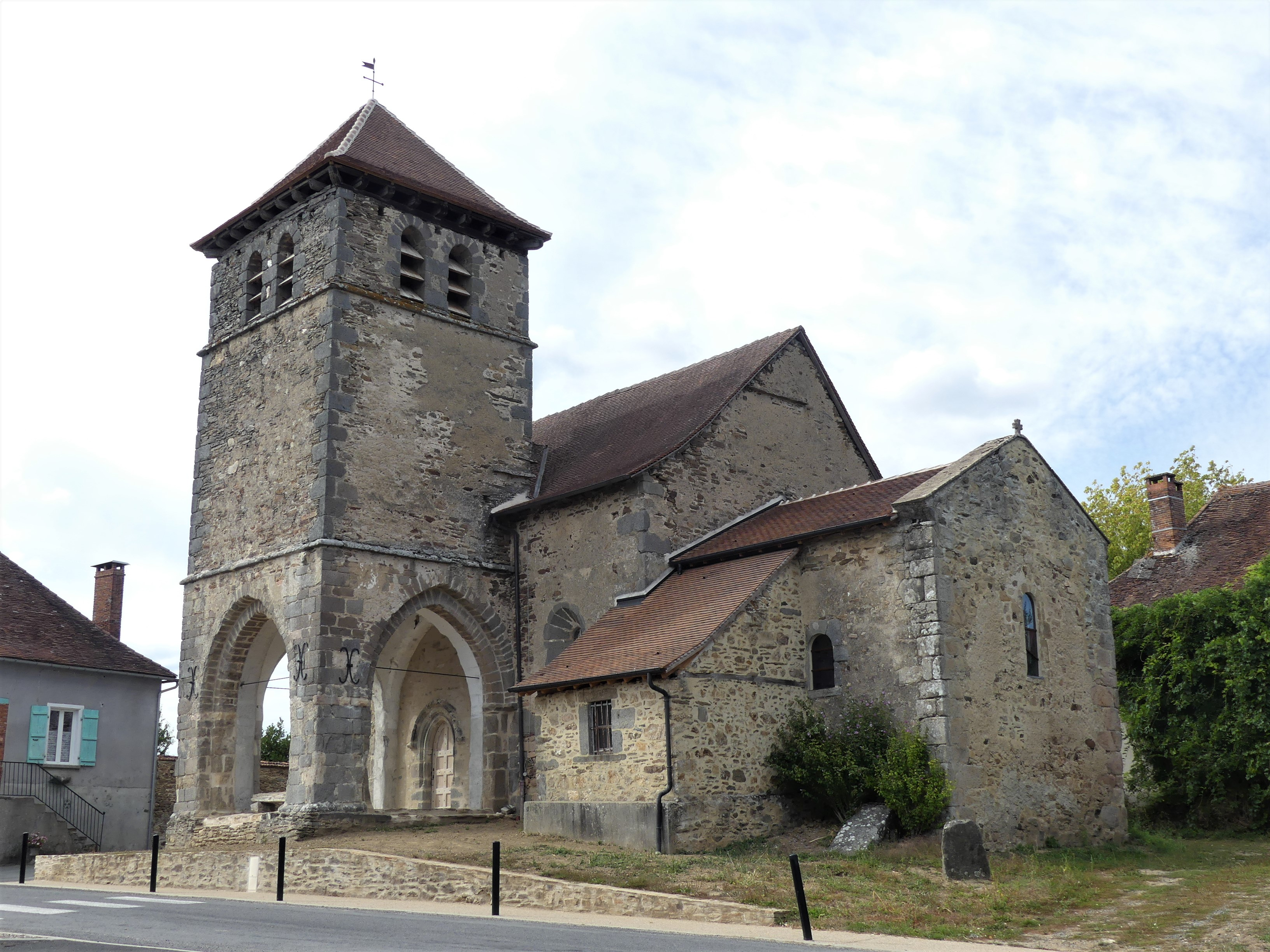
Kirche Saint-Éloy

| Jahr      | 1962 | 1968 | 1975 | 1982 | 1990 | 1999 | 2008 | 2016 |
| --------- | ---- | ---- | ---- | ---- | ---- | ---- | ---- | ---- |
| Einwohner | 252  | 218  | 196  | 159  | 133  | 124  | 121  | 104  |